# Uladzimir Parfjanovitj
Uladzimir Uladzimiravitj Parfjanovitj (belarusiska: Уладзімір Уладзіміравіч Парфяновіч, ryska: Владимир Владимирович Парфенович: Vladimir Vladimirovitj Parfenovitj), född den 2 december 1958 i Minsk, Vitryska SSR (nu Belarus), är en före detta belarusisk kanotist, samt tränare och politiker.
Han tog OS-guld i K-1 500 meter, OS-guld i K-2 500 meter och OS-guld i K-2 1000 meter i samband med de olympiska kanottävlingarna 1980 i Moskva.
Efter att ha avslutat sin idrottskarriär arbetade Parfenovitj som kajakinstruktör och tjänstgjorde även inom KGB och polisen. Mellan 1995 och 2007 var han ordförande för det vitryska Kanot- och kajak-förbundet. År 2000 gav sig Parfenovitj in i politiken och valdes till Belarus nationalförsamling, där han gick med i gruppen Respublika som aktivt motsätter sig president Aleksandr Lukasjenkos auktoritära styre.
Parfenovitj är också medlem i Belarus olympiska kommitté.